# 细齿山芝麻
细齿山芝麻（学名：Helicteres glabriuscula）为梧桐科山芝麻属下的一个种。

## 扩展阅读
- 維基物種上的相關：细齿山芝麻